# Largo, Florida
Largo je grad u američkoj saveznoj državi Floridi u okrugu  Pinellas.

## O gradu
Izvorni stanovnici područja Larga bili su Tocobaga Indijanci. Oni su također poznati i kao kultura Safety Harbor njihovi arheološki ostaci nalaze se u blizini današnjeg grada Safety Harbora. Španjolci su došli na Floridi u 16. stoljeću,  već u 18. stoljeću, zajednica Tocobaga je gotovo uništena nakon godina izloženosti europskim bolestima. Largo području, kao i ostatak okruga Pinellas, bio je uglavnom napušten. Godina 1763., Engleska je pobijedila Španjolsku, već 1783. godine, Španjolska je dobila natrag Floridu,  ali ju je bila prisiljena ustupiti SAD-u 1821. godine.  Među prvih naseljenicima Larga bili su obitelji Jamesa i Daniela McMullen negdje oko 1852. godine.

## Zemljopis
Grad je smješten u središnjem dijelu okruga Pinellas, na području grada nalazi se veliki broj jezera a najveće je jezero Taylor koje se prostire na 53 hektara. 
Grad se prostire na 41,8 km² od čega je 40,6 km² kopneno područje, dok vodenih površina ima 1,2 km², što je 2,85% od ukupne površine.

## Stanovništvo
Prema popisu stanovništva iz 2000. godine Largo je imao 69.371 stanovnike, te je treći najveći grad u okrugu iza Saint Petersburga i Clearwatera.
u gradu ima 34.041 domaćinstvi i 18.382 obitelji. Prosječna gustoća naseljenosti je 1,710 stan./km²
Prema rasnoj podjeli u gradu živi najviše bijelaca 99,71% i Afroamerikanaca 2,69%.

## Galerija
- Vatrogasna postaja
- Zabavni park
- Policijski automobil iz Larga

## Vanjske poveznice
- Službena stranica (engl.)

### Ostali projekti
|  | Zajednički poslužitelj ima još gradiva o temi Largo, Florida |